# Tour de Flandes femenino 2018
La 15.ª edición del Tour de Flandes femenino se celebró el 1 de abril de 2018 sobre un recorrido de 151,9 km con inicio y final en la ciudad de Oudenaarde en Bélgica.
La carrera hizo parte del UCI WorldTour Femenino 2018 como competencia de categoría 1.WWT del calendario ciclístico de máximo nivel mundial siendo la sexta carrera de dicho circuito y fue ganada por la ciclista neerlandesa Anna van der Breggen del equipo Boels-Dolmans. El podio lo completaron las también neerlandesas Amy Pieters del equipo Boels-Dolmans y Annemiek van Vleuten del equipo Mitchelton-Scott.

## Equipos
Tomaron parte en la carrera un total de 24 equipos invitados por la organización, todos ellos de categoría UCI Team Femenino, quienes conformaron un pelotón de 143 ciclistas de las cuales terminaron 74. Los equipos participantes fueron:
| Equipos femeninos (24)- Alé Cipollini - Aromitalia Vaiano - Astana Women's - Bepink - Boels Dolmans - BTC City Ljubljana - Canyon-SRAM Racing - Cervélo Bigla - Cylance - Doltcini-Van Eyck Sport - Experza-Footlogix - FDJ-Nouvelle Aquitaine-Futuroscope - Hitec Products-Birk Sport - Lotto Soudal Ladies - Mitchelton-Scott - Movistar Team - Parkhotel Valkenburg-Destil - Sunweb - Tibco-Silicon Valley Bank - Trek-Drops - Valcar PBM - Virtu - WaowDeals - Wiggle High5 |
| |

## Clasificaciones finales
Las clasificaciones finalizaron de la siguiente forma:

### Clasificación general
| \| Clasificación general \| Clasificación general \| Clasificación general \| Clasificación general \| Clasificación general \| \| Ciclista \| Ciclista \| Equipo \| Tiempo \| \| \| --------------------- \| ---------------------- \| --------------------- \| --------------------- \| --------------------- \| \| 1.ª \| Anna van der Breggen \| Boels Dolmans \| 4 h 08 min 46 s \| \| \| 2.ª \| Amy Pieters \| Boels Dolmans \| + 1 min 08 s \| \| \| 3.ª \| Annemiek van Vleuten \| Mitchelton-Scott \| + 1 min 08 s \| \| \| 4.ª \| Ashleigh Moolman-Pasio \| Cervélo Bigla \| + 1 min 08 s \| \| \| 5.ª \| Chantal Blaak \| Boels Dolmans \| + 1 min 08 s \| \| \| 6.ª \| Małgorzata Jasińska \| Movistar Team \| + 1 min 08 s \| \| \| 7.ª \| Ellen van Dijk \| Sunweb \| + 1 min 08 s \| \| \| 8.ª \| Lisa Brennauer \| Wiggle High5 \| + 1 min 08 s \| \| \| 9.ª \| Katarzyna Niewiadoma \| Canyon-SRAM Racing \| + 1 min 08 s \| \| \| 10.ª \| Megan Guarnier \| Boels Dolmans \| + 1 min 11 s \| \| |                        |                    |                 |
| |                        |                    |                 |
| Fuente: ProCyclingStats |                        |                    |                 |
| Clasificación general |                        |                    |                 |
| Ciclista | Ciclista               | Equipo             | Tiempo          |
| 1.ª | Anna van der Breggen   | Boels Dolmans      | 4 h 08 min 46 s |
| 2.ª | Amy Pieters            | Boels Dolmans      | + 1 min 08 s    |
| 3.ª | Annemiek van Vleuten   | Mitchelton-Scott   | + 1 min 08 s    |
| 4.ª | Ashleigh Moolman-Pasio | Cervélo Bigla      | + 1 min 08 s    |
| 5.ª | Chantal Blaak          | Boels Dolmans      | + 1 min 08 s    |
| 6.ª | Małgorzata Jasińska    | Movistar Team      | + 1 min 08 s    |
| 7.ª | Ellen van Dijk         | Sunweb             | + 1 min 08 s    |
| 8.ª | Lisa Brennauer         | Wiggle High5       | + 1 min 08 s    |
| 9.ª | Katarzyna Niewiadoma   | Canyon-SRAM Racing | + 1 min 08 s    |
| 10.ª | Megan Guarnier         | Boels Dolmans      | + 1 min 11 s    |

## UCI WorldTour Femenino
El Tour de Flandes femenino otorga puntos para el UCI WorldTour Femenino 2018 y el UCI World Ranking Femenino, incluyendo a todas las corredoras de los equipos en las categorías UCI Team Femenino. Las siguientes tablas muestran el baremo de puntuación y las 10 corredoras que obtuvieron más puntos:
| Posición   | 1.ª | 2.ª | 3.ª | 4.ª | 5.ª | 6.ª | 7.ª | 8.ª | 9.ª | 10.ª | 11.ª | 12.ª | 13.ª | 14.ª | 15.ª | 16.ª-30.ª | 31.ª-40.ª |
| Puntuación | 200 | 150 | 125 | 100 | 85  | 70  | 60  | 50  | 40  | 35   | 30   | 25   | 20   | 15   | 10   | 5         | 3         |

| Clasificación |                      |                    |        |
| Posición      | Ciclista             | Equipo             | Puntos |
| ------------- | -------------------- | ------------------ | ------ |
| 1.ª           | Anna van der Breggen | Boels-Dolmans      | 200    |
| 2.ª           | Amy Pieters          | Boels-Dolmans      | 150    |
| 3.ª           | Annemiek van Vleuten | Mitchelton-Scott   | 125    |
| 4.ª           | Ashleigh Moolman     | Cervélo-Bigla      | 100    |
| 5.ª           | Chantal Blaak        | Boels-Dolmans      | 85     |
| 6.ª           | Małgorzata Jasińska  | Movistar           | 70     |
| 7.ª           | Ellen van Dijk       | Sunweb             | 60     |
| 8.ª           | Lisa Brennauer       | Wiggle High5       | 50     |
| 9.ª           | Katarzyna Niewiadoma | Canyon SRAM Racing | 40     |
| 10.ª          | Megan Guarnier       | Boels-Dolmans      | 35     |